# Porphyrinia basialbida
Porphyrinia basialbida là một loài bướm đêm trong họ Noctuidae.